# Carlo Goldoni
Carlo Osvaldo Goldoni (Venecia, 25 de febrero de 1707–París, 6 de febrero de 1793) fue un dramaturgo italiano de la Serenísima República de Venecia en los idiomas italiano, véneto y francés. 
Está considerado uno de los padres de la comedia italiana, como dice una placa conmemorativa en el Palazzo Poli, en Chioggia, ciudad italiana en la cual vivió por cierto tiempo y en donde escribió una de sus óperas más conocidas, Le baruffe chiozzotte, y compuso más de doscientas piezas teatrales.
En alguna de sus obras retuvo personajes enmascarados de la Commedia dell'Arte la cual dominó la escena italiana en aquel tiempo; pero por lo general reaccionó contra este estilo, otorgando especial relevancia a la descripción de los personajes y las circunstancias que rodean la acción, escribiendo comedias contemporáneas con personajes realistas.
Goldoni colaboró con Baldassare Galuppi en un gran número de óperas. Sus libretos fueron posteriormente empleados por otros compositores. Uno de estos fue Joseph Haydn con la obra Il mondo della luna. Su trabajo fue la base de algunas óperas de Ermanno Wolf-Ferrari en el siglo XX.

## Biografía
Goldoni nació en Venecia el 25 de febrero de 1707, en el seno de una familia burguesa, la cual se encontraba en serias dificultades financieras. Tenía cinco años de edad cuando su padre Giulio se mudó a Roma, dejándolo solo con su madre. Poco propenso a seguir los pasos de su padre médico, se dedicó a estudiar derecho y se licenció en Padua, pero en 1733 huyó a Milán para emprender la carrera de escritor teatral, pasión heredada de su abuelo. 
Dado el clamoroso fracaso del melodrama Amalasunta del que escribió el libreto, Goldoni comprendió que su futuro estaba en el teatro cómico. De vuelta a Venecia, el comediógrafo escribió su primera obra de éxito en 1738, el Momolo cortesan, y en 1743 La donna di garbo, primer texto para el que escribió todos los papeles. Empezó así la revolución goldoniana del teatro que marcó el fin de años de la interpretación "improvisada", a la que también el autor había dado su aportación con muchas tramas como El criado de dos amos (Il servitore di due padroni), que solo posteriormente se convirtió en una auténtica comedia. 
La reforma de Goldoni se debió al encuentro con Girolamo Medebach, importante empresario del teatro Sant'Angelo de Venecia: tras abandonar definitivamente su carrera de abogado, el comediógrafo escribió para la compañía veneciana una de sus primeras grandes obras, La vedova scaltra (1748). A pesar de las críticas de sus adversarios y las quejas de los actores, Goldoni defendió su revolución, basada en la recuperación de la dignidad literaria del texto y en el paso de la comedia de enredo a la comedia de carácter, centrada en la profundización psicológica de los personajes y la observación de la vida real, con la consiguiente eliminación de las máscaras. En 1750 el autor lanzó una provocación con sus dieciséis "comedias nuevas" que escribió en un año. Nacieron así sus obras más logradas: El teatro cómico, manifiesto programático, en el que el autor se representó a sí mismo discutiendo con los actores reacios ante su forma de actuar y enunció su principio La commedia è stata inventata per correggere i vizi e metter in ridicolo i cattivi costumi, La bottega del caffè, La donna volubile, I pettegolezzi delle donne, La famiglia dell'antiquario, La criada amorosa (La serva amorosa), La figlia obbediente y por último La locandiera  (La posadera), que marcó la consagración del autor. 
Exasperado por la rivalidad con Pietro Chiari, que ocupó su lugar en el teatro Sant'Angelo, y con Carlo Gozzi, Goldoni dejó Medebach para trabajar en el teatro San Luca de Antonio y Francesco Vendramin, donde, a pesar de los roces inevitables, permaneció hasta 1762 y creó algunas de sus obras maestras: Il campiello, I rusteghi, Los afanes del veraneo (Trilogia della villeggiatura), Sior Todero brontolon, Le baruffe chiozzotte y Una de las últimas tardes de carnaval. 
Convocado en París como director artístico de la Comédie italienne, Goldoni tuvo sus más y sus menos con los cómicos del arte, aún más decididos que en Italia a defender su teatro de la improvisación, y con la frialdad del público francés, que aclamaba al Molière de la "Comédie française" y que en los espectáculos italianos solo apreciaba las chanzas. A pesar de su deseo de volver a Italia, el comediógrafo fue retenido por Luis XV que, en 1765, le llamó a la Corte como maestro de italiano de sus hijas. Goldoni permaneció veinte años en Versalles donde organizó espectáculos en el palacio real y en los teatros de París y, recobrado su impulso creativo, en 1771 escribió en francés su última obra Le bourru bienfaisant. Tras obtener la revancha en el escenario, a partir de 1784, el autor se dedicó a escribir en francés sus Memorias (Mémoires), que se publicaron en 1787. Mientras en Venecia los editores imprimían sus obras, Goldoni, viejo y enfermo, vivía con una pensión real que se le revocó al estallar la Revolución Francesa y pasó el último año de vida en la miseria hasta su muerte, entre el 6 y el 7 de febrero de 1793, un día antes de que, por decisión de la Asamblea Constituyente, se le devolviera la pensión.

## Obras (selección)

### Tragedias
- Rosmonda (1734)
- Griselda (1734)

### Tragicomedias
- Belisario (1734)
- Don Giovanni Tenorio o sia Il dissoluto (1735)
- Rinaldo di Montalbano (1736)

### Comedias
- Il servitore di due padroni (1745)
- I due gemelli veneziani (1745)
- La vedova scaltra (1748)
- La putta onorata (1749)
- Il cavaliere e la dama (1749)
- La famiglia dell'antiquario (1750)
- Il teatro comico (1750–1751)
- Il bugiardo (1750–1751)
- Il vero amico  (1750)
- I pettegolezzi delle donne (1750–1751)
- La locandiera  (1751)
- Il feudatario (1752)
- Gl'innamorati (1759)
- I rusteghi (1760)
- Le baruffe chiozzotte (1762)
- Gli amori di Zelinda e Lindoro (1764)

### Ópera seria libretos
- Amalasunta (1732)
- Gustavo primo re di Svezia (1738)
- Oronte, re de' Sciti (1740)
- Statira (1740)

### Opera buffa libretos
- La contessina de Giacomo Maccari (1743)
- L'Arcadia in Brenta de Baldassare Galuppi (1749)
- Il filosofo di campagna de Galuppi (1754)
- Il mercato di Malmantile de Domenico Fischietti (1757)
- La buona figliuola de Niccolò Piccinni (1760)
- Lo speziale de Joseph Haydn (1768)
- La finta semplice de Wolfgang Amadeus Mozart (1769)
- Le pescatrici de Haydn (1770)
- Il mondo della luna de Haydn (1777)

### Intermezzo libretos
- Le donne vendicate (1751)

### Cantatas
- La ninfa saggia  (17??)
- Gli amanti felici (17??)

### Poesía
- Il colosso (1725)
- Il quaresimale in epilogo (1725–1726)

### Libros
- Nuovo teatro comico (1757)
- Mémoires (1787)

## Film
Carlo Goldoni - Venezia Gran Teatro del Mondo
- goldonithemovie (italiano, inglés, francés) - Una película dirigida por Alessandro Bettero